# Tomás Balduino

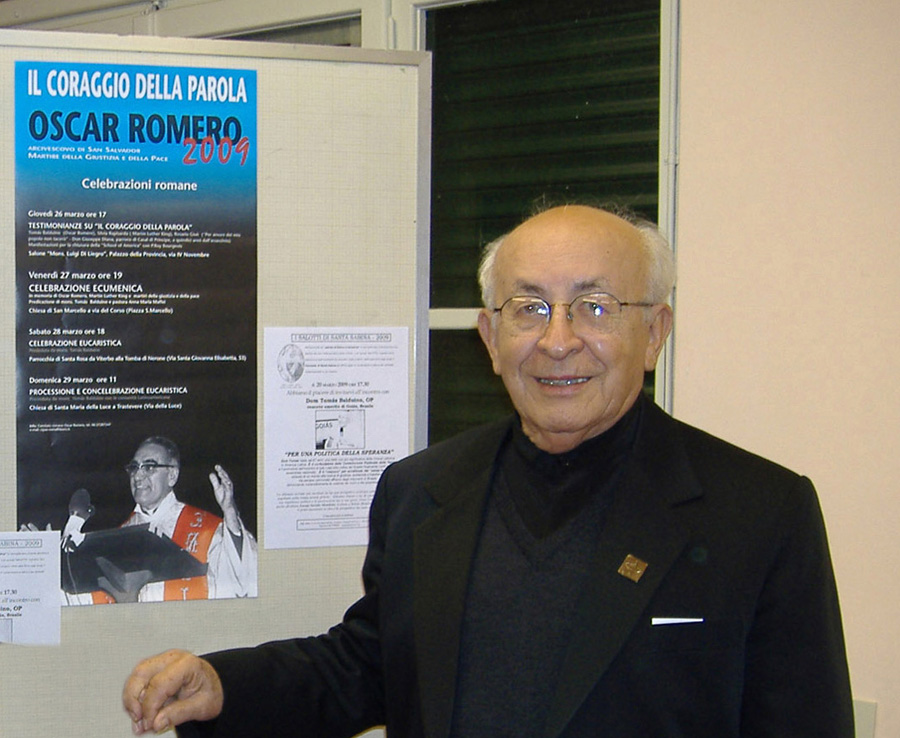
Tomás Balduino (2009)

Tomás Balduino OP (* als Paulo Balduino de Sousa Décio am 31. Dezember 1922 in Posse; † 2. Mai 2014 in Goiânia) war ein brasilianischer Ordensgeistlicher und Bischof von Goiás. Er war einer der wichtigen Sozialbischöfe Brasiliens.

## Leben
Paulo Balduino de Sousa Décio, Sohn aus einer Familie mit elf Kindern, besuchte das Kleine Seminar Escola Apostólica Dominicana in Juiz de Fora, Minas Gerais, und erwarb seinen Schulabschluss an einer Schule der Maristen in Uberaba. Er trat der Ordensgemeinschaft der Dominikaner bei, nahm den Ordensnamen Tomás an und studierte Philosophie in São Paulo und Theologie am Ordensseminar in Saint-Maximin-la-Sainte-Baume, Frankreich. Am 4. Juli 1948 empfing er die Priesterweihe. Ab 1950 unterrichtete er Philosophie in Uberaba, ab 1951 war er Philosophieprofessor und Prodekan an der Ordenshochschule in Juiz de Fora. Zudem lehrte er Philosophie an der Universidade Federal de Juiz de Fora.
1957 wurde er Superior seines Ordens in der Territorialprälatur Santíssima Conceição do Araguaia im brasilianischen Urwald. Er erlernte die Sprachen der Kayapo-, Xicrin- und Bacajá-Indianer des Amazonasgebiets.
Papst Paul VI. ernannte ihn am 15. August 1967 zum Koadjutorprälaten von Santíssima Conceição do Araguaia und Titularbischof von Vicus Pacati. Schon am 10. November desselben Jahres wurde er zum Bischof von Goiás ernannt. Der Apostolische Nuntius in Brasilien, Erzbischof Sebastiano Baggio, spendete ihm am 26. November desselben Jahres die Bischofsweihe; Mitkonsekratoren waren Alberto Gaudêncio Ramos, Erzbischof von Belém do Pará, und Alain du Noday OP, Bischof von Porto Nacional.
Am 2. Dezember 1998 nahm Papst Johannes Paul II. seinen altersbedingten Rücktritt an; er starb mit 91 Jahren an den Folgen einer Lungenembolie.

## Wirken
Tomás Balduino galt als erklärter Gegner der brasilianischen Militärdiktatur in Brasilien von 1964 bis 1985. In Brasilien wurde er bekannt als entschiedener Verteidiger der von den Großgrundbesitzern und Agrarkonzernen bedrohten Landarbeiter und als Berater der Comissão Pastoral da Terra (CPT) Von 1997 bis 2005 war er Präsident der CPT. Balduino war zudem einer der Gründer des brasilianischen Indianer-Missionsrates (Conselho Indigenista Missionário – CIMI) und dessen Vorsitzender von 1975 bis 1979. Sein Amtsnachfolger im CIMI war Bischof Erwin Kräutler.

## Ehrungen und Auszeichnungen
Tomás Balduino erhielt zahlreiche Ehrungen und Auszeichnungen, wie die Verdienstmedaille des Bundesstaates Goiás (2002) sowie die Ehrenbürgerschaft der Stadt Goiania. 2003 wurde er durch die brasilianische Regierung zum Mitglied des nationalen Rates für Wirtschaft und soziale Entwicklung (CDES) ernannt; später auch zum Mitglied des nationalen Rates für die Bildung. 2006 erhielt er einen Ehrendoktorwürde er Universidade Católica de Goiás (UCG). 2008 wurde er ausgezeichnet mit dem Reflections of Hope Award des Oklahoma City National Memorial Foundation. 2012 erhielt er eine Ehrendoktorwürde der Universidade Federal de Goiás (UFG). Er ist Namensgeber des Centro de Documentação Dom Tomás Balduino. Zu seinem 90. Geburtstag wurde er 2012 von Staatspräsidentin Dilma Rousseff für seinen Einsatz für die brasilianischen Ureinwohner geehrt.